# Lincoln Center (Kansas)
Lincoln Center es una ciudad ubicada en el condado de Lincoln en el estado estadounidense de Kansas. En el año 2010 tenía una población de 1297 habitantes y una densidad poblacional de 463,21 personas por km².

## Geografía
Lincoln Center se encuentra ubicada en las coordenadas 39°2′30″N 98°8′48″O / 39.04167, -98.14667 (39.041744, -98.146760).

## Demografía
Según la Oficina del Censo en 2000 los ingresos medios por hogar en la localidad eran de $29,750 y los ingresos medios por familia eran $37,361. Los hombres tenían unos ingresos medios de $27,250 frente a los $18,750 para las mujeres. La renta per cápita para la localidad era de $16,319. Alrededor del 9.6% de la población estaban por debajo del umbral de pobreza.